# Simões (Brasile)
Simões è un comune del Brasile nello stato del Piauí, parte della mesoregione del Sudeste Piauiense e della microregione dell'Alto Médio Canindé.